# Tennis aux Jeux panaméricains de 2019
Navigation
2015 2023
Les compétitions de tennis aux Jeux panaméricains de 2019 ont lieu du 29 juillet au 4 août 2019 à Lima, au Pérou. 

## Médaillés
| Simple messieurs | João Menezes (BRA)                         | Tomás Barrios Vera (CHI)                          | Guido Andreozzi (ARG)                    |  |  |  |
| Double messieurs | Équateur Gonzalo Escobar Roberto Quiroz    | Argentine Guido Andreozzi Facundo Bagnis          | Pérou Sergio Galdós Juan Pablo Varillas  |  |  |  |
|                  |                                            |                                                   |                                          |  |  |  |
| Simple dames     | Nadia Podoroska (ARG)                      | Caroline Dolehide (USA)                           | Verónica Cepede Royg (PAR)               |  |  |  |
| Double dames     | États-Unis Usue Arconada Caroline Dolehide | Paraguay Verónica Cepede Royg Montserrat González | Brésil Carolina Alves Luisa Stefani      |  |  |  |
|                  |                                            |                                                   |                                          |  |  |  |
| Double mixte     | Chili Alexa Guarachi Nicolás Jarry         | Bolivie Noelia Zeballos Federico Zeballos         | Pérou Anastasia Iamachkine Sergio Galdós |  |  |  |

## Tableau des médailles
| * | Pays hôte |

| Rang  | Nation     | Or | Argent | Bronze | Total |
| ----- | ---------- | -- | ------ | ------ | ----- |
| 1     | Argentine  | 1  | 1      | 1      | 3     |
| 2     | Chili      | 1  | 1      | 0      | 2     |
| 2     | États-Unis | 1  | 1      | 0      | 2     |
| 4     | Brésil     | 1  | 0      | 1      | 2     |
| 5     | Équateur   | 1  | 0      | 0      | 1     |
| 6     | Paraguay   | 0  | 1      | 1      | 2     |
| 7     | Bolivie    | 0  | 1      | 0      | 1     |
| 8     | Pérou *    | 0  | 0      | 2      | 2     |
| Total | Total      | 5  | 5      | 5      | 15    |